# Dresserus armatus
Espèce
Dresserus armatus est une espèce d'araignées aranéomorphes de la famille des Eresidae.

## Distribution
Cette espèce est endémique d'Ouganda.

## Description
Le mâle holotype mesure 11 mm.

## Publication originale
- Pocock, 1901 : Descriptions of some new African Arachnida. Annals and Magazine of Natural History, sér. 7, vol. 7, p. 284-288 (texte intégral).